# Neodrilus agilis
Neodrilus agilis är en ringmaskart som beskrevs av Lee 1949. Neodrilus agilis ingår i släktet Neodrilus och familjen Acanthodrilidae. Inga underarter finns listade i Catalogue of Life.